# Mel Walker
Melvin „Mel” Walker (ur. 27 kwietnia 1914, zm. 9 listopada 2000) – amerykański lekkoatleta specjalizujący się w skoku wzwyż.
W czasie swojej kariery czterokrotnie zdobył medale mistrzostw Stanów Zjednoczonych w skoku wzwyż: złoty (1938), dwa srebrne (1936, 1937) oraz brązowy (1939). W 1936 r. startował w eliminacjach przedolimpijskich, jednak zajął w nich IV miejsce i nie zakwalifikował się do reprezentacji na igrzyska w Berlinie. W 1936 r. zwyciężył (wspólnie z Dave’em Albrittonem) w mistrzostwach National Collegiate Athletic Association. 12 sierpnia 1937 r. ustanowił w Malmö rekord świata w skoku wzwyż, pokonując poprzeczkę na wysokości 2,09. Wynik ten został pobity 17 czerwca 1941 r. przez Lestera Steersa.